# The Life and Times of Vivienne Vyle
The Life and Times of Vivienne Vyle is een Britse sitcom die in 2007 werd uitgezonden op BBC Two.
De sitcom is geschreven door Jennifer Saunders en Tanya Byron, Saunders speelt daarnaast ook nog Vivienne Vyle, een televisiepresentatrice in de serie.

## Internationaal
- - Showcase
- - BBC America
- - RTP2
- - yes stars 3
- - Comedy Central.